# اره ۵
اره ۵ (به انگلیسی: Saw V) نام یک فیلم ترسناک آمریکایی-کانادایی محصول سال ۲۰۰۸ است که نخستین بار در ۲۴ اکتبر ۲۰۰۸ در آمریکای شمالی منتشر شد. این فیلم، به کارگردانی دیوید هکل، پنجمین فیلم از مجموعهٔ اره است. این فیلم انگلیسی‌زبان، در تورنتو و انتاریویِ کانادا فیلم‌برداری شد و مدت آن ۸۸ دقیقه است.
دیوید هکل در ارهٔ ۲، ارهٔ ۳ و ارهٔ ۴ طراح تولید و در ارهٔ ۳ و ۴ دستیار دوم کارگردان بود. او نخستین کارگردانی‌اش را در ارهٔ ۵ انجام داد.

## خلاصه داستان
پس از اینکه کاراگاه استرام به جف شلیک می‌کند و وارد اتاق می‌شود، می‌بیند که جیگ‌ساو مرده‌است. سپس در بر روی او قفل می‌شود و او یک در مخفی را در اتاق پیدا کرده و وارد مکان مرموزی می‌شود که در آنجا نواری از جیگ‌ساو را پیدا می‌کند که به او هشدار می‌دهد ماجرا هنوز تمام نشده و او باید تصمیم درست را بگیرد و کنکاش در مورد این ماجرا را ادامه ندهد. او این هشدار را نادیده گرفته و اتاق را ترک می‌کند و توسط یک ناشناس بیهوش شده و در یک تله گرفتار می‌شود، اما خودش را نجات می‌دهد گرچه مجروح می‌شود. از سوی دیگر، کاراگاه هافمن به‌عنوان کسی که این پرونده را رازگشایی کرده، مورد تقدیر قرار می‌گیرد و رئیس پلیس نیز اعلام می‌کند که این پرونده به پایان رسیده‌است. استرام پس از اینکه از بیمارستان مرخص می‌شود در مورد ماجرا تحقیق می‌کند و به هافمن مشکوک می‌شود و در ادامه پی می‌برد که او با جیگ‌ساو همدست بوده‌است. از سوی دیگر، پنج نفر دیگر در تله‌های جیگ‌ساو، که هافمن آن‌ها را مهیا کرده، گرفتار شده‌اند و هافمن نیز می‌کوشد ماجرا را طوری نشان دهد که همهٔ مدارک و شواهد علیه استرام باشد.